# Seize the Day (canción)
«Seize the Day» es el cuarto sencillo del grupo norteamericano Avenged Sevenfold, título City of Evil. A diferencia de sus otros tres singles (Beast and the Harlot, Bat Country y Burn It Down), esta canción es una balada. Algunos fanes han notado que esta canción es muy similar a la Don't Cry de Guns 'N Roses debido al solo de guitarra, la textura de la voz, las progresiones armónicas y el ritmo.

## Vídeo musical
El vídeo está basado en una pareja enamorada que espera a un hijo. Los amigos de Matt (el resto de Avenged Sevenfold) van a su casa para hacer planes de un robe a una tienda. Durante el robo, el comerciante llama a la policía, que cogen a Matt al intentar escapar. Matt va a la cárcel y la novia de éste va a visitarlo, se pelean y mientras su novia se va a casa, un coche la arrolla, causándole la muerte. En la imagen del funeral, su cuerpo es sepultado mientras Synyster Gates toca el solo encima del ataúd. Al final del vídeo, Matt sale de la cárcel y va a visitar a su novia al cementerio. Mientras mira la lápida de su fallecida novia, sus amigos traen a su hijo, que sobrevivió al impacto. Luego, Matt coge a su hijo en brazos y todos se marchan.
- Datos: Q6123998